# Ван Минь
Ван Минь (род. в марте 1950 г., г. Хуайнань, пров. Аньхой) — китайский политик.
Доктор инженерии в машиностроении (1986), профессор.
Член КПК с 1985 года, член ЦК КПК с 2007 года (17-18 созывов).

## Биография
Родился в семье врача Хуайнаньского шахтного госпиталя, не состоявшего членом КПК, однако в 1960-х бывшего вице-мэром г. Хуайнань, а в ранних 1980-х гг. — зампредом Хуайнаньского муниципального СНП.
В годы Культурной революции был отправлен в низовую молодёжь, в 1968-72 гг. занимался ручным трудом на селе в родной провинции. В 1972-75 гг. фабричный рабочий.
Получил образование в Хуайнаньском угольнопромышленном институте (ныне Аньхойский научно-технологический университет), где обучался в 1975-78 гг., а затем в 1978-79 гг. преподавал. Окончил последипломную программу в Пекинском институте космонавтики, где обучался в 1979-81 гг. Докторскую степень по инженерии в машиностроении получил в Нанкинском институте воздухоплавания (1986). Затем в 1986-87 гг. преподавал в Нанкинском институте воздухоплавания и космонавтики. В 1987-89 гг. приглашённый исследователь в Гонконгской политехнике. Затем вновь в Нанкинском институте воздухоплавания и космонавтики: замдекана факультета инженерии (1989-90), проректор (1990-92), вице-президент (1992—1994), 1-й вице-президент (1994).
В 1994-96 гг. помощник, в 1996—2002 гг. заместитель губернатора пров. Цзянсу. Одновременно возглавлял Сучжоуский горком КПК и состоял членом ПК парткома провинции (2002—2004).
В 2004—2006 гг. губернатор пров. Гирин и замглавы парткома провинции, а в 2006—2009 гг. глава парткома провинции и в 2008—2009 гг. пред. ПК СНП провинции.
В 2009—2015 годах глава парткома пров. Ляонин (Северо-Восточный Китай) и одновременно с янв. 2010 года пред. ПК СНП провинции.
С июля 2015 года вице-председатель парламентского комитета по образованию, науке, культуре и здравоохранению XII созыва.
В настоящее время находится под следствием за «серьёзные нарушения дисциплины».
Женат, есть взрослый сын.